# Darn That Dream
Darn That Dream è un brano musicale del 1939 con musica di Jimmy Van Heusen ed il testo di Eddie DeLange.

## Storia
La canzone è stata introdotta per la prima volta da Benny Goodman e la sua orchestra nel musical di Broadway Swingin' the Dream, un adattamento della commedia di William Shakespeare Sogno di una notte di mezza estate.
Il musical ebbe dei risultati deludenti, tanto che chiuse dopo solo 13 repliche con una perdita di 100000 $. Del cast di interpreti facevano parte, tra gli altri: Louis Armstrong nel ruolo di Bottom; Maxine Sullivan nel ruolo di Titania; Butterfly McQueen nel ruolo di Puck; le Dandrige Sisters come fate; l'orchestra di Benny Goodman e il suo sestetto (inclusi Lionel Hampton e Fletcher Henderson). Alla creazione dello show avevano partecipato anche Agnes De Mille e Walt Disney.
Nonostante le critiche negative sull'opera, il brano venne inciso prima della chiusura dello spettacolo sia da Benny Goodman sia da Tommy Dorsey, con buoni risultati per entrambe le band. L'incisione di Goodman con la voce di Mildred Bailey raggiunse la vetta delle classifiche. All'epoca Jimmy Van Heusen era un compositore agli esordi, che lavorava da un anno come pianista per la Tin Pan Alley.
Dopo un breve periodo di scarsa diffusione negli anni Quaranta, il brano venne rilanciato da Miles Davis nel suo album Birth of the Cool e da allora si affermò come standard del repertorio jazz.

## Analisi del brano
Per Darn That Dream Jimmy Van Heusen utilizza il modulo AABA standard. All'interno di tale vincolo, tuttavia, coglie l'opportunità di realizzare una melodia complessa con un brusco cambiamento di chiave nel bridge, che passa dal SOL maggiore a MIb maggiore.
Eddie DeLange adatta alla metrica musicale un testo malinconico, in cui maledice il sogno di un amante affettuoso che però non si avvera mai. DeLange inizia tutte e quattro le sezioni con la parola "darn" ("maledetto") seguito da "that dream" ("quel sogno"), "your lips" ("le tue labbra"), "that one-track mind of mine" ("quel mio pensiero a senso unico") e infine "that dream" ("quel sogno")." DeLange conclude ogni strofa A con il verso "oh, darn that dream" ("oh, maledetto quel sogno"), opportunamente chiudendo quelle strofe con il titolo del brano.
In chiusura del bridge, DeLange chiarisce l'intera situazione dicendo "just to change the mood I'm in, I'd welcome a nice old nightmare” ("Tanto per cambiare lo stato d'animo in cui mi trovo, preferirei un caro vecchio incubo"). Il riferimento al cambiamento di umore, con il passaggio dalla frustrazione all'umorismo ironico, coincide con il cambiamento di chiave della musica.

## Reinterpretazioni
- Blue Barron e la sua orchestra (voce: Russ Carlyle) (1940)
- Tommy Dorsey e la sua orchestra (voce: Anita Boyer) (1940)
- Miles Davis - Birth of the Cool (voce: Kenny Hagood) (1950)
- Chet Baker e Stan Getz - West Coast Live (1954)
- Clifford Brown e Max Roach - Brown and Roach Incorporated (1954)
- Gerry Mulligan e Chet Baker - Gerry Mulligan Quartet Featuring Chet Baker (7" EP, 1954)
- Dinah Washington - Dinah Jams (1954)
- Tony Bennett - Cloud 7 (1955)
- Doris Day - Day Dreams (1955)
- Dexter Gordon -  Daddy Plays the Horn (1955), One Flight Up with Chet Baker (1964)
- Ahmad Jamal - Chamber of the New Jazz (1955)
- Thelonious Monk - The Unique Thelonious Monk (1956)
- Billie Holiday - Body and Soul (1957)
- Chet Baker - Chet Baker Big Band (1958)
- Art Farmer - Modern Art (1958)
- Sarah Vaughan with Count Basie Orchestra - No Count Sarah (1958)
- Petula Clark - Petula Clark in Hollywood (1959)
- Bill Evans and Jim Hall - Undercurrent (1962)
- Ella Fitzgerald and Nelson Riddle - Ella Swings Gently with Nelson (1962)
- Nancy Wilson - But Beautiful (1969)
- Martial Solal - En solo (1971)
- Cedar Walton, Clifford Jordan - The Pentagon (1976)
- Petrucciani Trio - Darn That Dream (1982)
- Andrew Hill - Verona Rag (1987)
- Thelonious Monk - colonna sonora del film Alice (1990), di Woody Allen[4]
- Tom Harrell - Labyrinth (1996)
- Quintorigo - In cattività (2003)
- Dianne Reeves - A Little Moonlight (2003)
- Clifford Brown & Max Roach- colonna sonora del film Criminal (2004), di Gregory Jacobs[5]
- Royce Campbell - Six by Six: A Jazz Guitar Celebration (2005)
- Vijay Iyer - Solo (2010)
- Pearl Django - Système D (2010)